# 帕绍城市剧院
48°34′25″N 13°27′53″E / 48.57361°N 13.46472°E

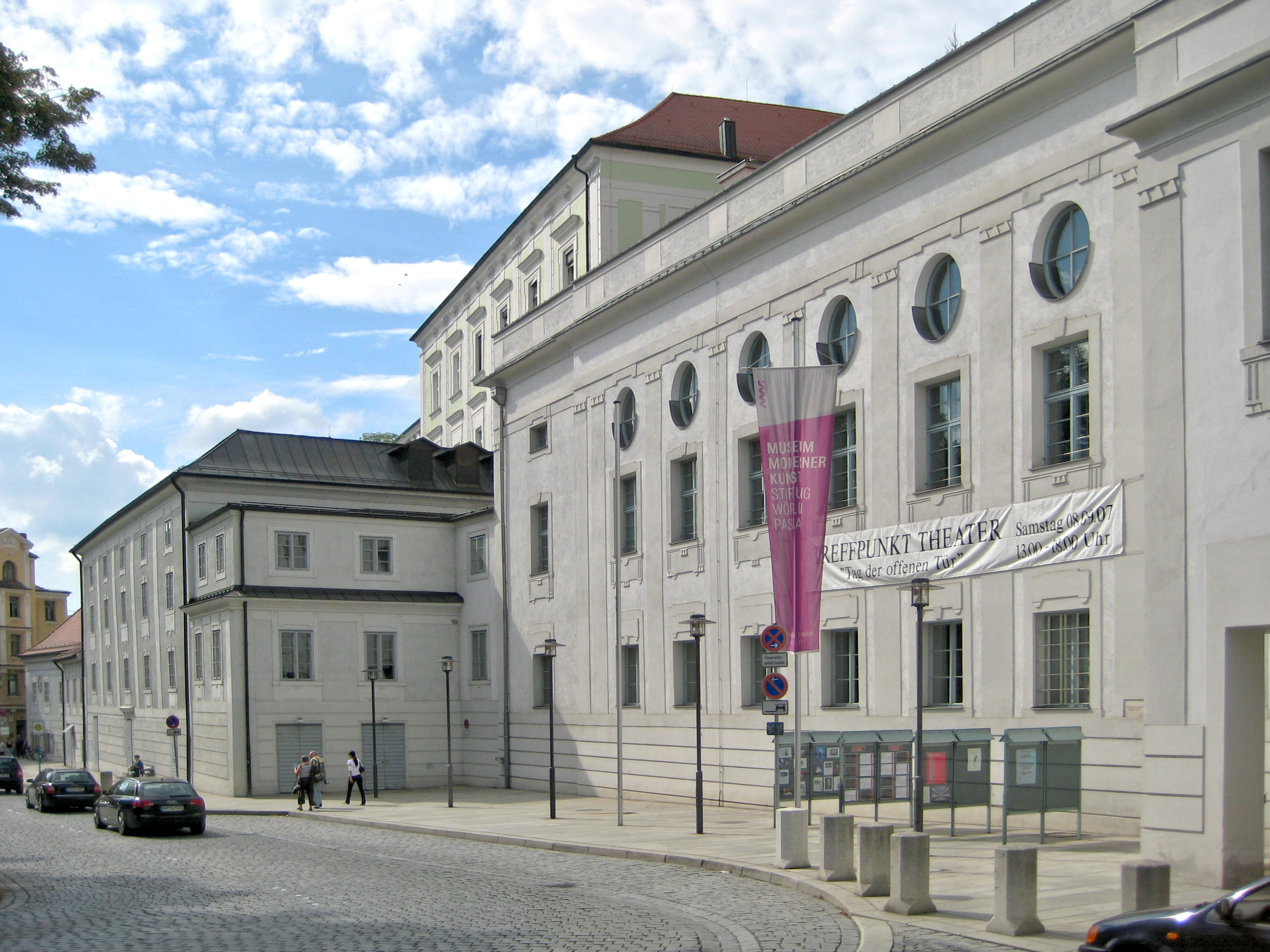

帕绍城市剧院（Stadttheater Passau）全名帕绍采邑主教歌剧院（Theater im Fürstbischöflichen Opernhaus Passau），是德国帕绍的一个剧院。有350个座位，用于歌剧，轻歌剧，音乐剧，音乐会和戏剧表演。
该剧院由帕绍采邑主教奥地利的利奥波德·威廉创建于1645年。1783年至1786年，采邑主教约瑟夫·格拉夫·冯奥尔斯佩格枢机加以彻底改建。1803年剧院世俗化，归属巴伐利亚选帝侯，1806年成立巴伐利亚王国后，它被称为“巴伐利亚皇家剧院”（Königlich-Bayerisches Theater）。1883年归属帕绍市以后，命名为城市剧院。

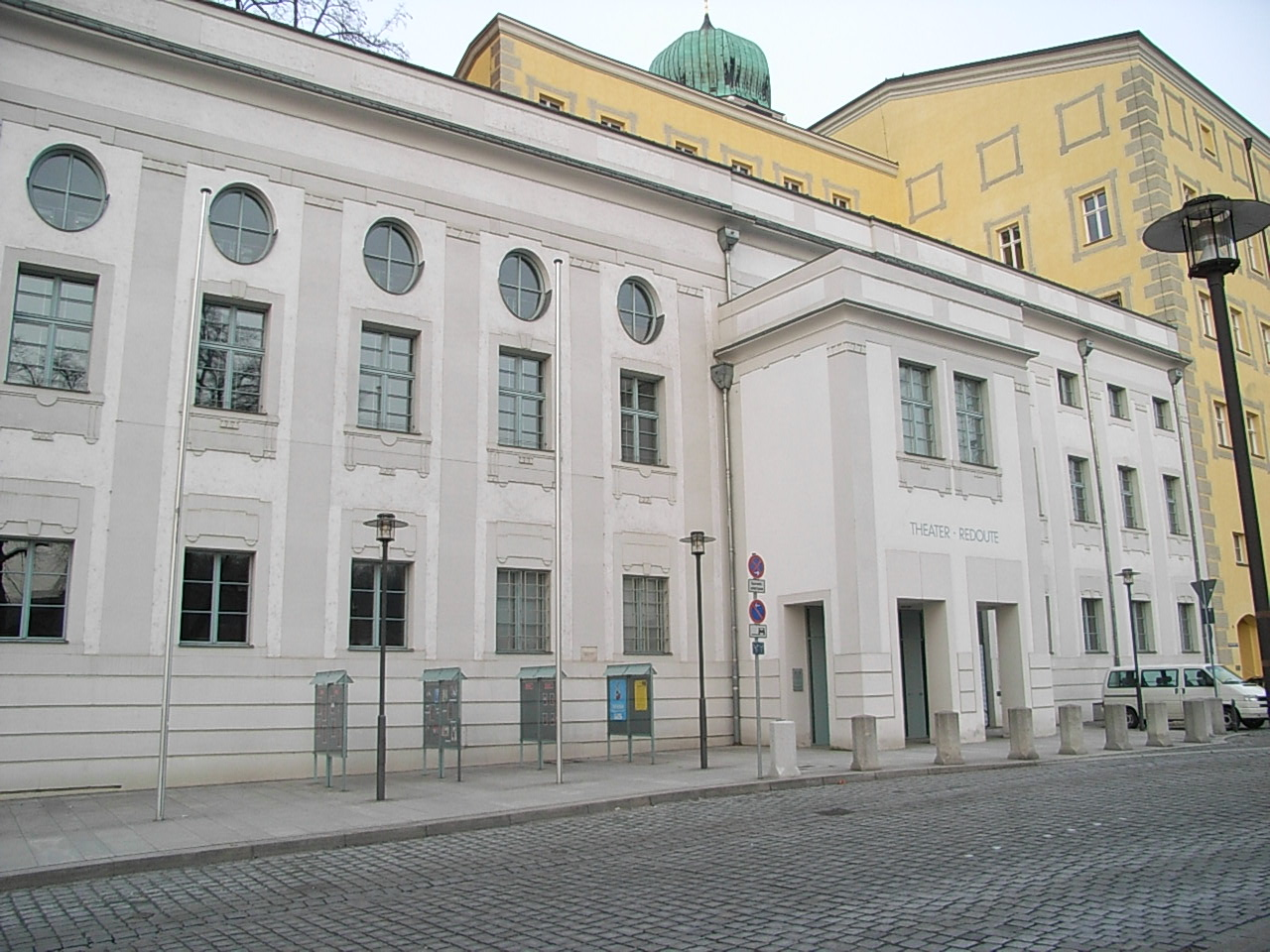
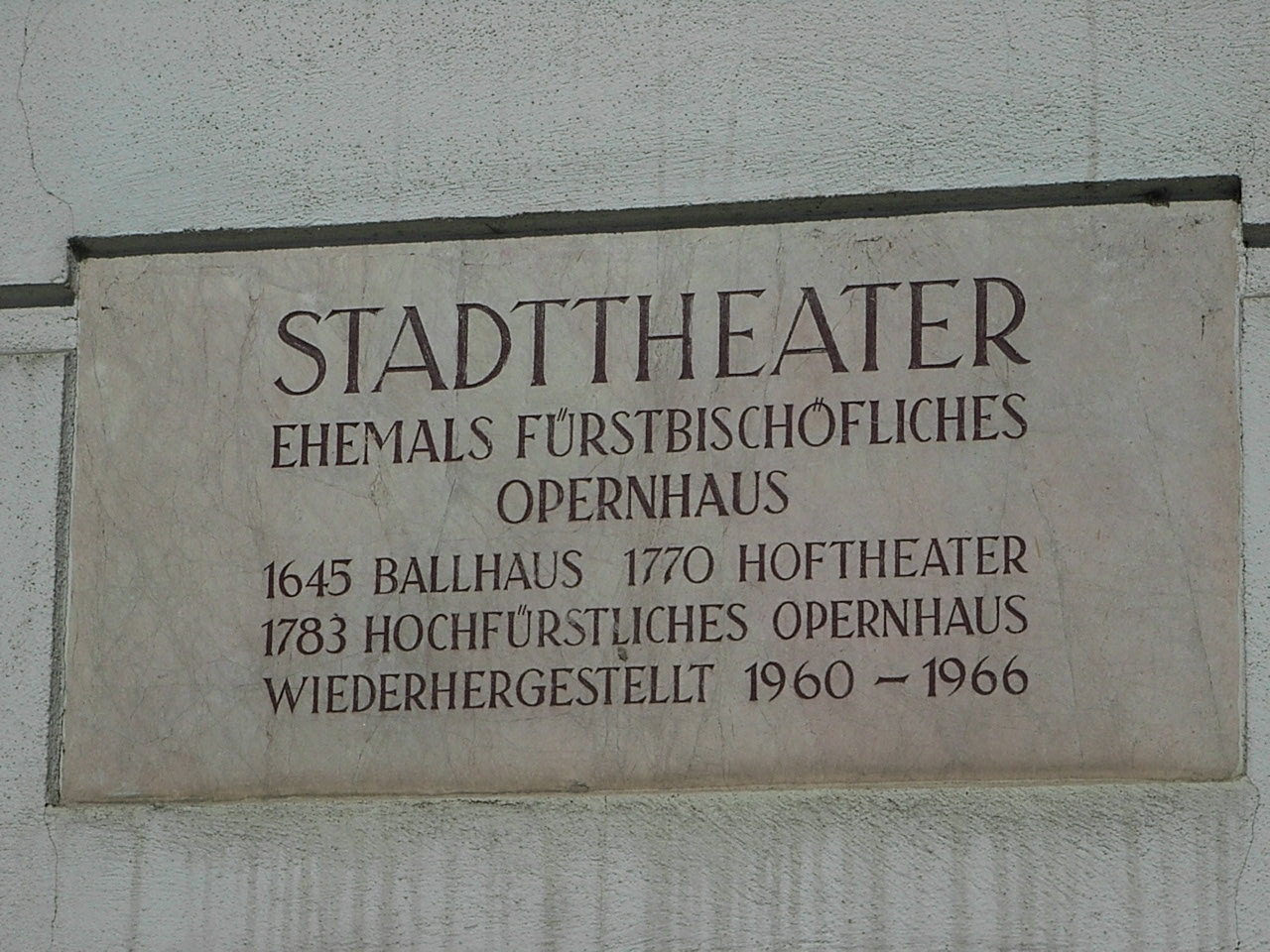
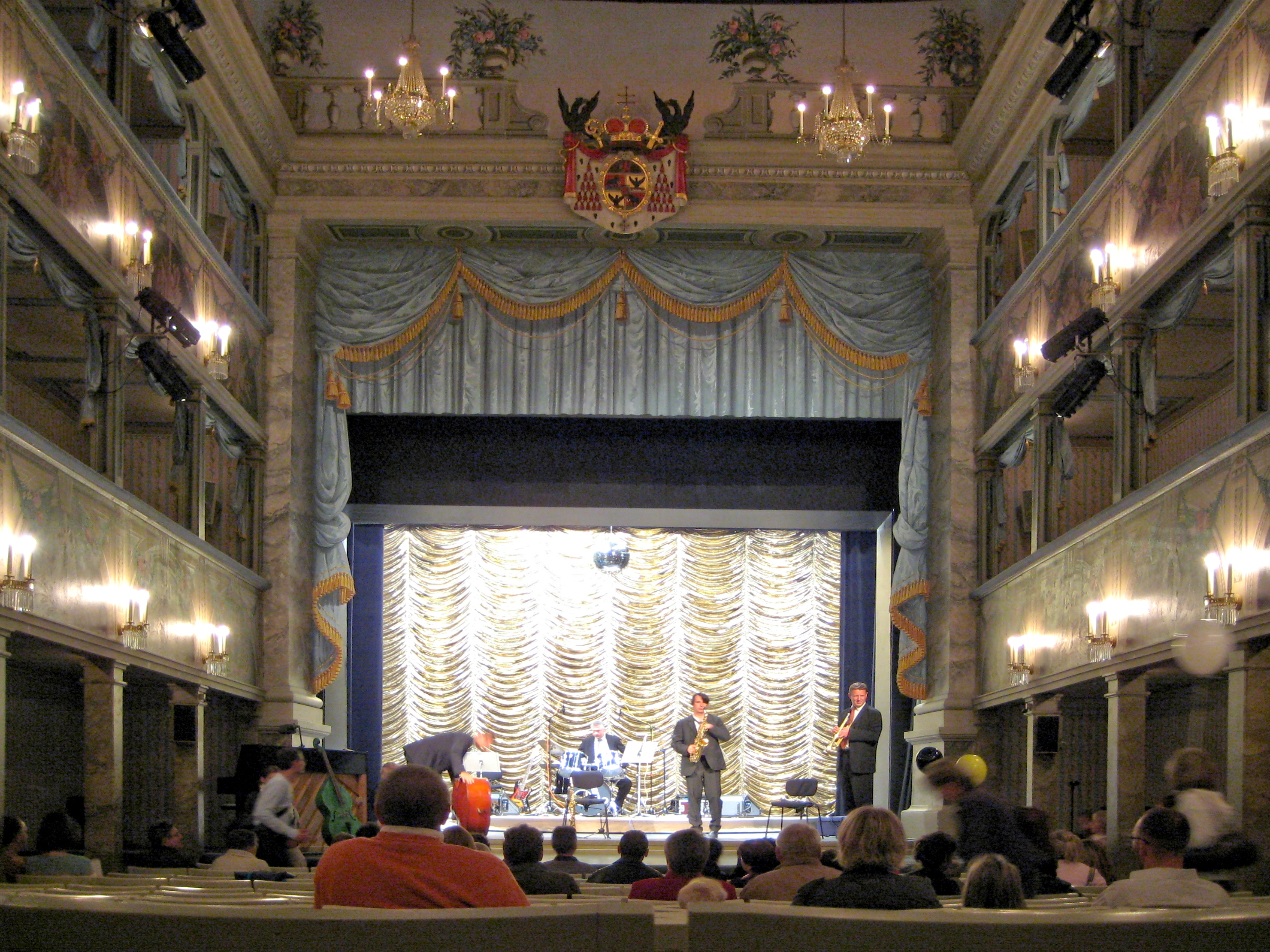
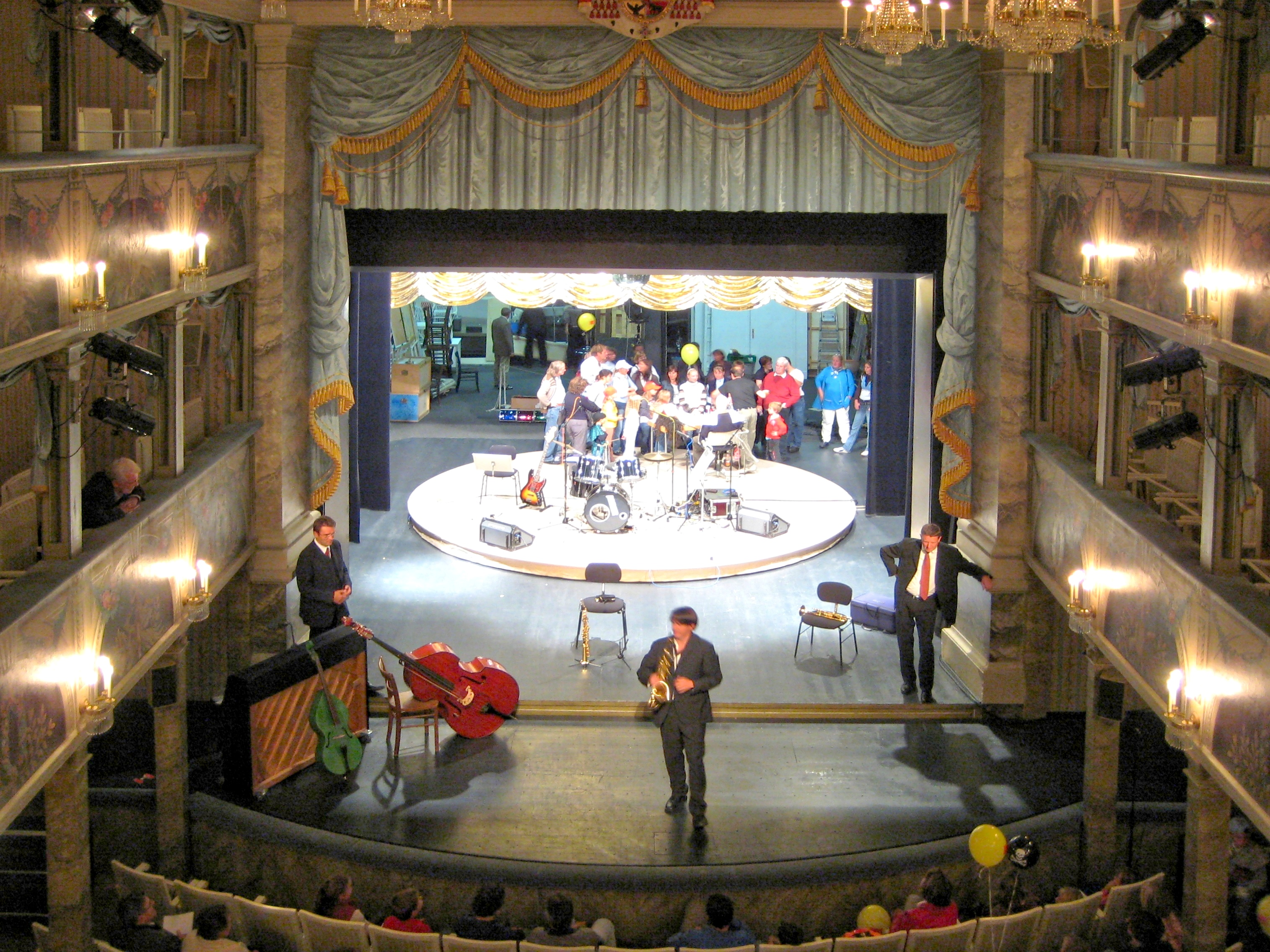
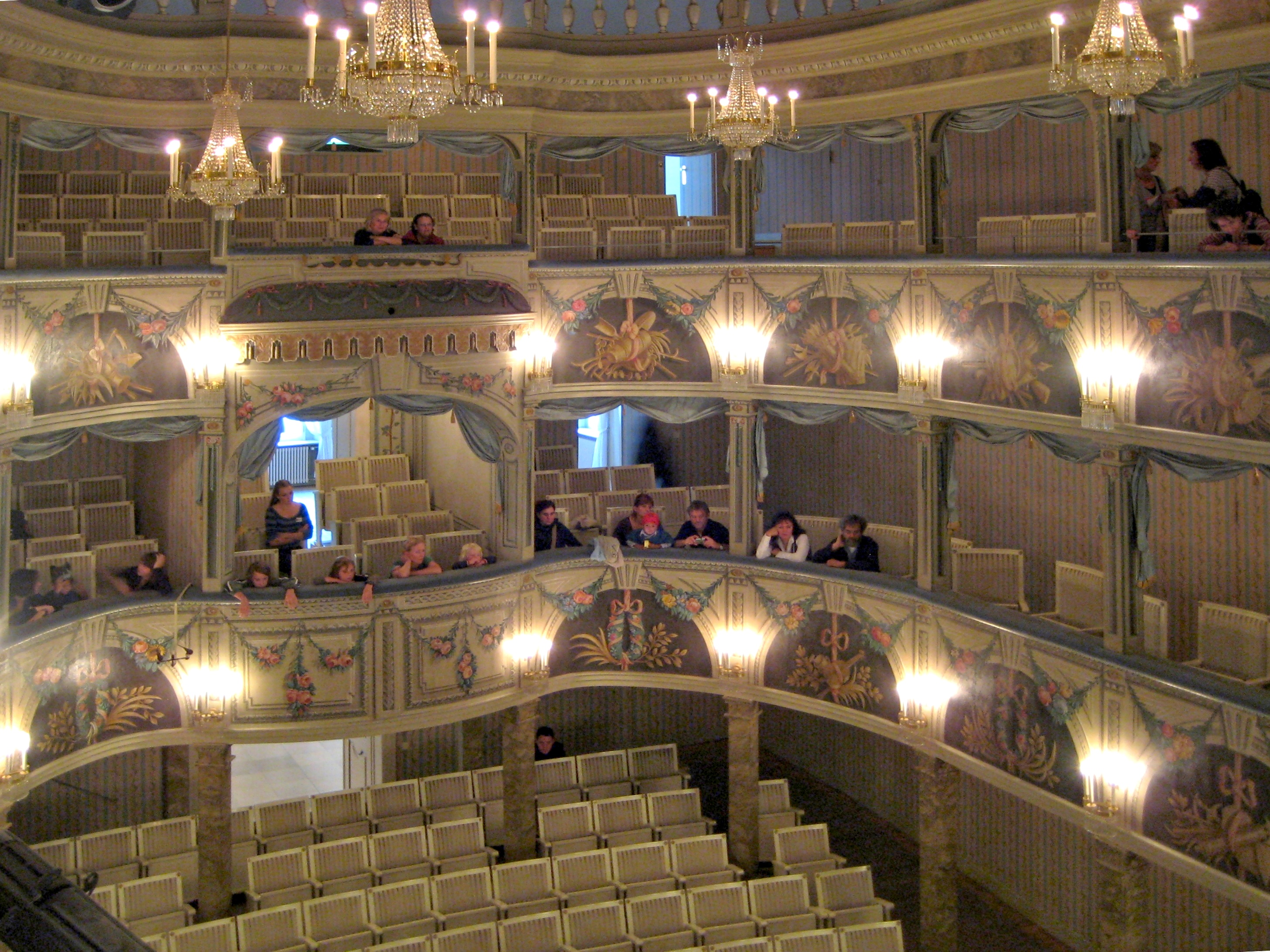
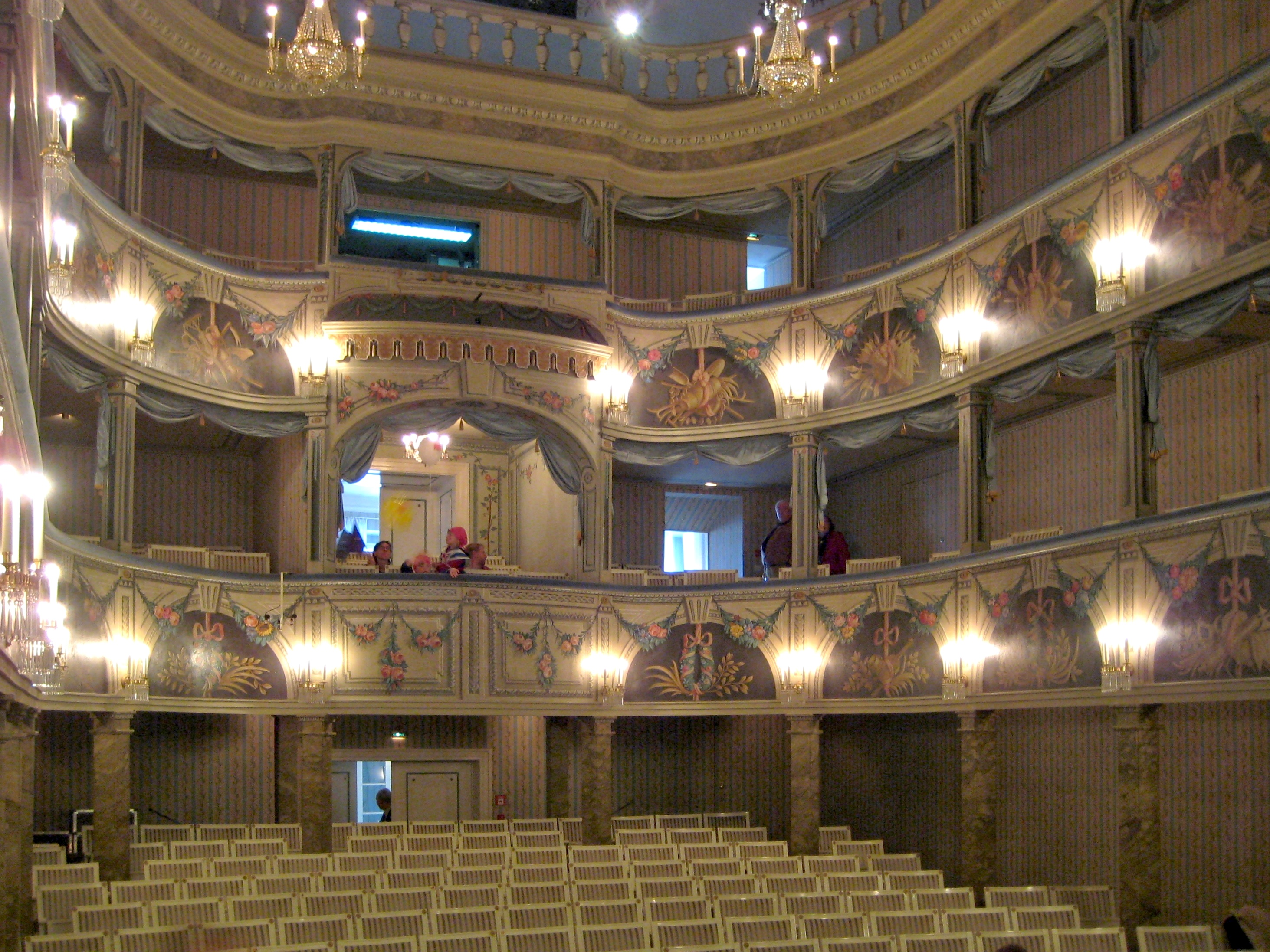